# 市村 (兵庫県)
市村（いちむら）は、兵庫県三原郡にあった村。現在の南あわじ市中部、「市」を冠する10大字にあたる。
南あわじ市では発足前の旧町名（三原町・西淡町・南淡町・緑町）は残っていないが、町村制施行時の町村名・旧村名が大字・小字として残っているため、町村制施行前の市村の区域は「南あわじ市 市市（いちいち）」と市が3つ並ぶ珍しい住所表記となっている。

## 地理
- 河川：三原川

## 歴史

### 村名の由来
中世の頃、国府市と呼ばれる物々交換の市があり、その名残でつけられたとする説が有力である。

### 沿革
- 1877年（明治10年） - 市村・善光寺村・小井村・円行寺村・青木村が合併して改めて市村となる。
- 1889年（明治22年）4月1日 - 町村制施行により、市村・三条村・十一ヶ所村が合併して町村制における市村が発足。
- 1922年（大正11年）11月26日 - 淡路交通鉄道線の洲本口（後に宇山）・市村間が開業。
- 1950年（昭和25年）3月31日 - 村内に昭和天皇の戦後巡幸。三原高校講堂に三原郡奉迎場を設けて天皇を出迎える。同場で人形浄瑠璃を視察[2]。
- 1955年（昭和30年）4月3日 - 市村・榎列村・八木村・神代村が合併して三原町が発足。同日市村廃止。
  - 三原町市市・市善光寺・市小井・市円行寺・市青木・市三条・市十一ヶ所・市徳永・市新となる。
- 2005年（平成17年）1月11日 - 三原町・西淡町・南淡町・緑町が合併して南あわじ市が発足。
  - 南あわじ市市市・市福永・市善光寺・市小井・市円行寺・市青木・市三条・市十一ヶ所・市徳永・市新となる。

## 交通

### 鉄道路線
- 淡路交通
  - 鉄道線：市村駅

### 道路
- 国道28号